# 狭小住宅

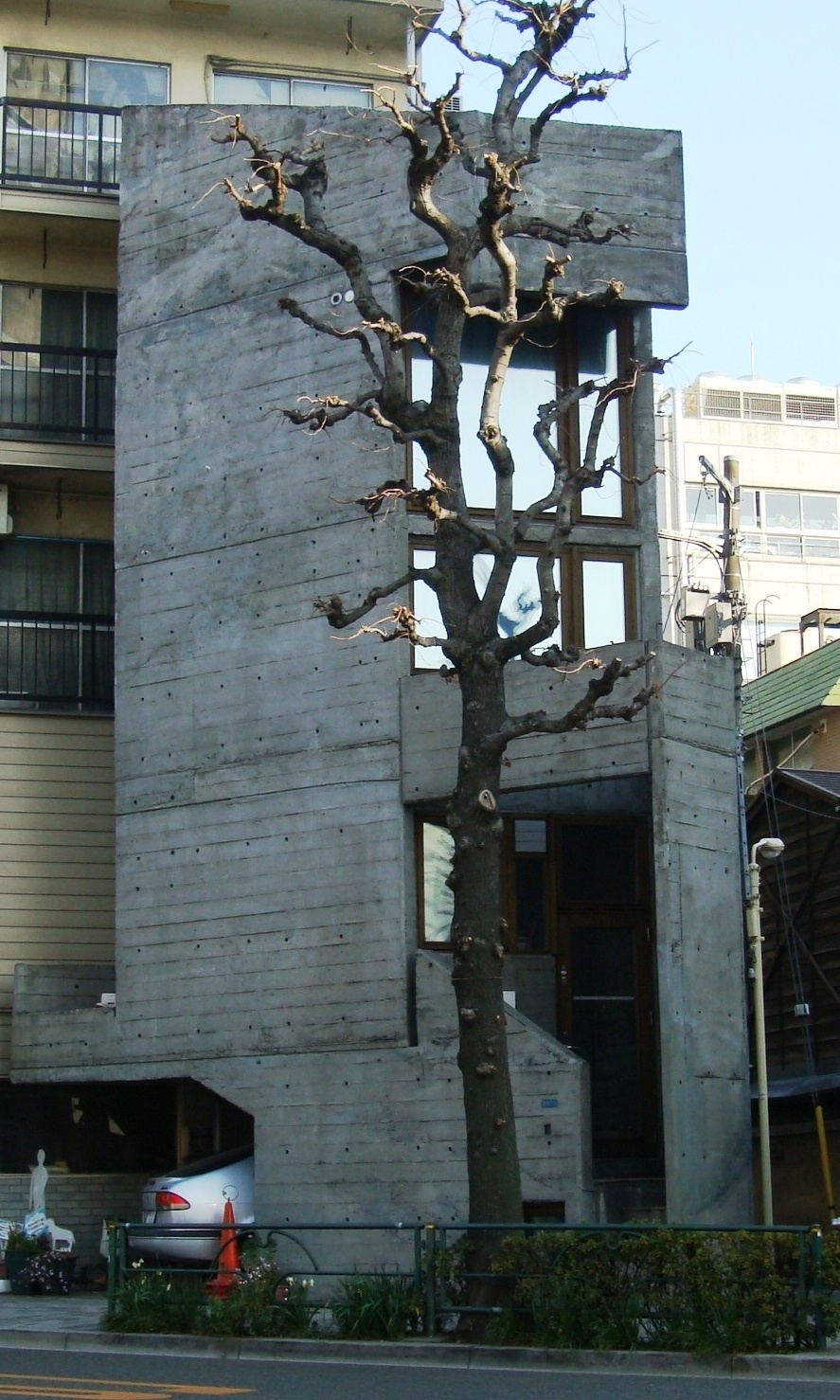
東孝光「塔の家」

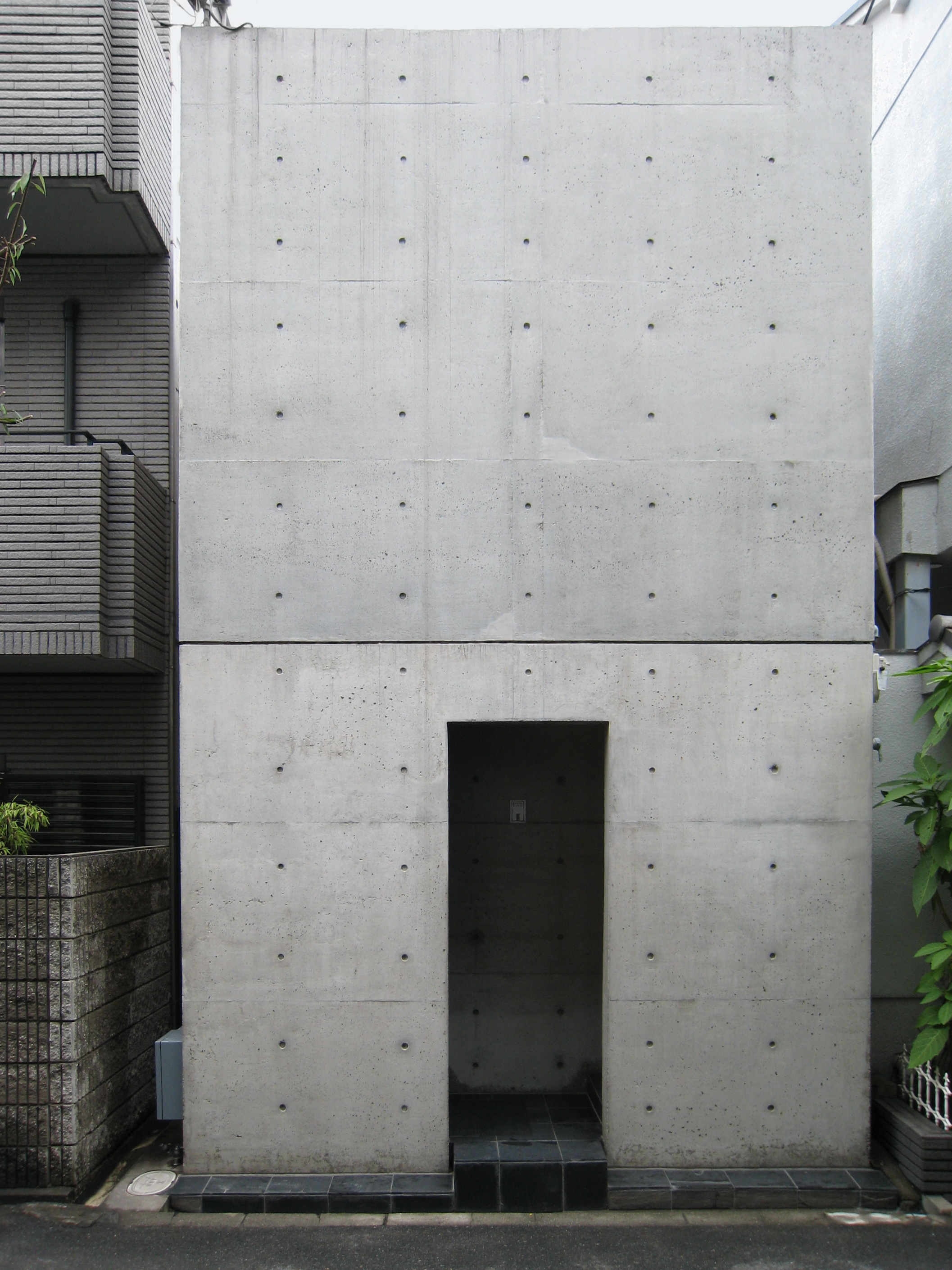
安藤忠雄「住吉の長屋」

狭小住宅（きょうしょうじゅうたく）とは、住宅の一類型で、狭小な土地に建てられた狭小な住宅のこと。日本では狭小な戸建て建売住宅を「ミニ戸建て」と呼ぶ。

## 概要
明確な定義はないが、日本では一般に、約15坪（50m2）以下の土地に建てられる住宅が狭小住宅と呼ばれる。
狭小な土地は、そもそも面積が小さく価格が安いが、建物と合わせた総額が低く抑えられるため、同じ地域の通常の土地に比べて地価（坪単価）は高い。このため、特に地価が高い都心部で安価に戸建て住宅を供給する手段として、大手ハウスメーカーが参入している。
狭小住宅は延床面積を確保するため、3階建て以上にしたり建蔽率を高くすることが多い。また、ガラスやアクリル板の透明・半透明な間仕切りを使って開放感を得るなど、狭い面積を有効に活用するためさまざまな工夫がなされている。

## 狭小住宅の代表例
増沢洵「最小限住居」（1951年）
- 1952年に竣工した増沢の自邸であり、3間ｘ3間という最小限の空間に豊かな生活空間を創り上げた住宅建築として、日本の戦後住宅史における特筆すべき秀作として評価されている[1]。
  - その後、「最小限住居」のコンセプトを踏襲し、小泉誠、阿部仁史、藤本壮介、松井龍哉など、現代の建築家やデザイナーらがリメイクした住宅シリーズが「9坪ハウス」として販売されている。

東孝光「塔の家」（1966年10月）
- 1966年に建てられた自邸であり、狭小住宅としておそらく最も有名な作品である。約20m2という非常に狭い土地に、地上5階、地下1階を塔状に積み重ねた住居で、基本的に各階がそれぞれ1室とされており、室にドアを設けないことなどにより開放的な空間を実現している。DOCOMOMO JAPAN選定 日本におけるモダン・ムーブメントの建築に選定されており、また、東は「塔の家」をはじめとする一連の住宅で1995年の日本建築学会賞作品賞を受賞している[2]。

安藤忠雄「住吉の長屋」（1976年2月）
- 敷地面積57m2と狭小住宅としては上限に近い広さを持つが、細長い敷地を活かした住宅建築の傑作として評価が高い。

石井和紘「赤坂拾庵」（1983年12月）
- 赤坂に住みたいと熱望した建築家の自邸で、建築面積は20.26m2。